# Kathiuska Domínguez
Kathiuska Domínguez Herrera (nacida el 1 de agosto de 1990) es una futbolista panameña que juega como delantera.

## Trayectoria

### Brujas FC
En el 2017 comenzó jugando la Liga de Fútbol Femenino con el Brujas FC en el torneo LFF siendo unas la goleadora de dicho torneo.

### SD Panamá Oeste
En el 2018 pasó a jugar a la SD Panamá Oeste, disputó la Liga de Fútbol Femenino (Panamá) 2018, Liga de Fútbol Femenino 2019 (Panamá) y la Torneo Apertura 2019 (Liga de Fútbol Femenino)

## Selección nacional
Domínguez fue internacional con Panamá en la categoría absoluta durante los Juegos Centroamericanos de 2013.

## Clubes
| Club            | País   | Año         |
| --------------- | ------ | ----------- |
| Brujas FC       | Panamá | 2017        |
| SD Panamá Oeste | Panamá | 2018 - 2019 |
| Brujas FC       | Panamá | 2020 - act. |